# Lowell (Massachusetts)
Lowell város az USA Massachusetts államában, Middlesex megyében, melynek megyeszékhelye is. Lakosainak száma 115 554 fő (2020. április 1.).